# Leopold Ludwig (Pfalz-Veldenz)

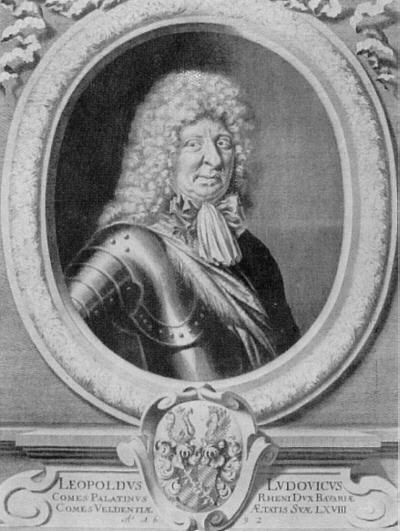
Pfalzgraf und Herzog Leopold Ludwig von Veldenz

Leopold Ludwig von Pfalz-Veldenz (* 1. Februar 1625 in Lauterecken; † 29. September 1694 in Straßburg) war von 1634 bis zu seinem Tod Pfalzgraf von Veldenz. Mit seinem Tod 1694 erlosch die Veldenzer Linie des Hauses Pfalz-Zweibrücken.

## Leben
Leopold Ludwig war der fünfte Sohn des Pfalzgrafen Georg Gustav von Veldenz (1564–1634) aus dessen zweiter Ehe mit Marie Elisabeth (1581–1637) Tochter des Pfalzgrafen Johann I. von Zweibrücken. Da der Erbprinz (die vier älteren Brüder waren bereits verstorben) beim Tod seines Vaters erst 9 Jahre alt war, führte Leopold Ludwigs Onkel Georg Johann II. von Lützelstein die Regentschaft, der für eine sorgfältige Erziehung des Prinzen sorgte.
Nach dem Westfälischen Frieden 1648 erhielt Leopold Ludwig wieder sein Erbland zurück, aus dem sein Vater durch spanische Truppen vertrieben worden war. Nach dem Tod seines Onkels Georg Johann II. 1654 erhielt Leopold Ludwig die Grafschaft Lützelstein und die Herrschaft Guttenberg zurück und vereinigte so wieder alle Veldenzer Länder in seiner Hand. Im Holländischen Krieg musste er sein Land verlassen und kehrte erst nach dem Frieden von Nimwegen wieder zurück.
Seinen ältesten Sohn Gustav Philipp ließ er 1678 in Lauterecken gefangensetzen, wo dieser 1679 unter nicht gewöhnlichen Umständen ums Leben kam. Nach dem Beginn des Reunions-Wesens wurde Leopold Ludwig erneut von den Franzosen vertrieben und floh nach Straßburg, wo er sich schließlich den Franzosen unterwarf.
Nach dem Tod des Kurfürsten Karl II. von der Pfalz 1685 beanspruchte Leopold Ludwig wegen seiner nahen Verwandtschaft die Nachfolge in der Kurwürde, die aber schließlich, ungeachtet aller Proteste, Philipp Wilhelm aus der Neuburger Linie errang.
In seinem Testament vom 8. April 1692 bestimmte Leopold Ludwig König Karl XI. von Schweden zum Erben von Pfalz-Veldenz, doch meldeten auch die anderen Agnaten Kurfürst Johann Wilhelm von der Pfalz, Christian August von Pfalz-Sulzbach und Christian II. von Pfalz-Zweibrücken-Birkenfeld Ansprüche an. Der durch die genealogische, territoriale und vertragliche Entwicklung unübersichtliche Rechtsstreit der Wittelsbachischen Linien um die Sukzession in Pfalz-Veldenz wurde erst 1733 endgültig entschieden.

## Ehe und Nachkommen
Leopold Ludwig vermählte sich am 4. Juli 1648 in Bischweiler mit Agathe (1632–1681), Tochter des Grafen Philipp Wolfgang von Hanau-Lichtenberg, mit der er folgende Kinder hatte:
- Tochter (*/† 1649)
- Anna Sophie (1650–1706), Nonne
- Gustav Philipp (1651–1679)
- Elisabeth Johanna (1653–1718)

⚭ 1669 Wild- und Rheingraf Johann XI. zu Salm-Kyrburg (1635–1688)
- Christine (1654–1655)
- Christine Luise (1655–1656)
- Christian Ludwig (1656–1658)
- Dorothea (1658–1723)

⚭ 1707 (geschieden 1723) Pfalzgraf Gustav Samuel Leopold von Zweibrücken (1670–1731)
- Leopold Ludwig (1659–1660)
- Karl Georg (1660–1686), gefallen
- Agnes Eleonore (1662–1664)
- August Leopold (1663–1689), gefallen